# Willian Candia
Willian Benito Candia Garay (San Roque González de Santa Cruz, 27 marzo 1993) è un calciatore paraguaiano, centrocampista del Nacional.

## Caratteristiche tecniche
È un centrocampista centrale.

## Carriera
Cresciuto nelle giovanili del Cerro Porteño, ha esordito il 12 maggio 2013 in occasione del match vinto 3-0 contro lo Sp. Carapeguá.